# Jacek Gdański
Jacek Gdański (ur. 30 listopada 1970 w Szczecinku) – polski urzędnik państwowy i menedżer, od 2024 prezes Polskiej Agencji Nadzoru Audytowego. Szachowy arcymistrz międzynarodowy FIDE, wielokrotny reprezentant i mistrz Polski w szachach.

## Kariera szachowa
W drugiej połowie lat 80. XX wieku był czołowym polskim juniorem. W 1986 zdobył brązowy medal mistrzostw Europy i tytuł mistrza Polski, oba w kategorii do 20 lat. W 1989 został wicemistrzem świata juniorów w tej samej kategorii. Jego trenerami byli m.in. Henryk Dobosz, Zbigniew Doda, Zbigniew Szymczak, Włodzimierz Schmidt.
Wielokrotnie startował w finałach indywidualnych mistrzostw Polski. W 1992 w Częstochowie zdobył tytuł mistrza kraju. Wygrał turniej finałowy w 1997 w Sopocie, wspólnie z Robertem Kempińskim i Michałem Krasenkowem, jednak w dogrywce zajął trzecie miejsce. Kolejny medal zdobył w 2010 w Warszawie, zajmując trzecie miejsce za Mateuszem Bartlem i Radosławem Wojtaszkiem. Dwukrotnie był mistrzem Polski w szachach szybkich (1995 i 2000) oraz błyskawicznych (1998 i 2000).
Wielokrotnie reprezentował Polskę w rozgrywkach drużynowych, m.in.: trzykrotnie na olimpiadach szachowych (w latach 1990, 1992, 1994) oraz trzykrotnie na drużynowych mistrzostwach Europy (w latach 1989, 1992, 2013).
Zwyciężył lub podzielił I miejsca w turniejach międzynarodowych m.in. w Krakowie (1993/94, turniej Cracovia), w Koszalinie (1997) oraz Helsinkach i Rio de Janeiro (1999). W 2001 zakwalifikował się do mistrzostw świata FIDE rozgrywanych systemem pucharowym w Moskwie, gdzie przegrał w I rundzie z Wadimem Zwiagincewem. Reprezentując klub Polonia Plus GSM Warszawa, sześciokrotnie zdobył tytuł drużynowego mistrza Polski. Kolejne złote medale w tych rozgrywkach wywalczył w latach 2007, 2008 i 2010 w barwach klubu WASKO HetMaN Szopienice Katowice.
Najwyższy ranking w karierze osiągnął 1 lipca 2000 z wynikiem 2557 punktów zajmował wówczas 4. miejsce (za Michałem Krasenkowem, Aleksandrem Wojtkiewiczem i Tomaszem Markowskim) wśród polskich szachistów.
Był zwycięzcą teleturnieju Najsłabsze ogniwo (w dniu 21 października 2005).

## Kariera zawodowa
Jest absolwent skandynawistyki na Uniwersytecie Gdańskim. Ukończył również Krajową Szkołę Administracji Publicznej, a także podyplomowe studia w Szkole Głównej Handlowej w Warszawie i w London School of Economics. Od 2007 jest biegłym rewidentem (obecnie nie wykonuje zawodu). 
Zasiadał w radach nadzorczych wielu polskich spółek. W latach 1999–2007 pełnił funkcję radcy ministra i zastępcy dyrektora Departamentu Rachunkowości w Ministerstwie Finansów. W latach 2008–2009 był wiceprezesem ds. finansowych w spółce PKO Inwestycje. W latach 2010–2012 był dyrektorem Departamentu Współpracy Międzynarodowej w Zakładzie Ubezpieczeń Społecznych. W latach 2013–2016 pełnił funkcję zastępcy prezesa ds. finansowych w Narodowym Funduszu Ochrony Środowiska i Gospodarki Wodnej. W latach 2016–2021 był członkiem zarządu, a następnie prezesem spółki Polski Gaz TUW oraz członkiem zarządu Polskiego Holdingu Nieruchomości.
W latach 2010–2017 zasiadał w radzie nadzorczej PKO Życie Towarzystwo Ubezpieczeń.
W styczniu 2024 został powołany przez ministra finansów Andrzeja Domańskiego na stanowisko prezesa Polskiej Agencji Nadzoru Audytowego (PANA). Wcześniej, w latach 2017–2020, był członkiem Komisji Nadzoru Audytowego – organu kolegialnego, który sprawował nadzór publiczny nad rynkiem audytorskim przed utworzeniem PANA.